# Прва грчка република
Прва хеленска република (грчки: Αʹ Ελληνική Δημοκρατία) је била грчка држава која је постојала током Грчког рата за независност (1821–1830).

## Увод
Након Српске револуције, потреси на Балкану престаће до 1821. године. Борба против турске власти поново је обновљена у Влашкој, а затим се преноси и на друге области чиме је поново покренуто источно питање. Грчки ослободилачки покрет имао је јасније обележје буржоаске револуције од српског. Такође, вођен је у повољније време те је изазвао и интервенцију великих сила. Из њега ће проистећи независна држава. Припреме за устанак отпочеле су већ 1814. године оснивањем тајног револуционарног удружења Филики Хетерија у Одеси у Украјини. Хетерија је образована по типу карбонарских удружења. Чинили су је, поред Грка, и Срби, Бугари, Румуни и Руси, трговци, занатлије, свештеници, интелектуалци, борци других националних покрета (међу њима и Карађорђе Петровић који се 1817. године по задатку Филики Хетерије вратио у Србију где је убијен по наредби кнеза Милоша Обреновића). Хетерија је за вођу 1820. године изабрала Александра Ипсилантија, ађутанта руског цара Александра и сина генерала Константина Ипсилантија. Покрет је требало да захвати све балканске народе под Турцима. Проширио се најпре у Молдавији и Влашкој. Тамо му приступа и Тудор Владимиреску, учесник Руско-турског рата (1806-1812) који покреће антитурски и антифеудални устанак у Влашкој. Милош Обреновић, на савет Русије, није се одазвао на хетеријине позиве. Устанак је 1821. године избио само у Дунавским кнежевинама и Грчкој.

## Настанак
Устанак у Грчкој отпочео је  марта 1821. године. Устаници заузимају градић Каламата. Патријарх Герман позива на устанак. Он сам био је члан Хетерије. До средине априла устанком је захваћен цео Пелопонез и делови Централне Грчке. Највећи део турских трупа блокиран је на атинском Акропољу. Покрет се шири и на острва. Буне се Тесалија и Кандија. Грчки устанак имао је три фазе: фаза успона (1821-1825), фаза кризе (1825-1827) и фаза стране интервенције и победе (1827-1829). Устаници формирају нову власт: грађанску и националну. Јануара 1822. године Народна скупштина у Епидауру прогласила је независност Грчке прогласивши је републиком, усвојивши устав и именујући председником Александра Маурокордата. Ослобођени су Атина и Теба, а устаници односе поморску победу код Хиоса. Порта је успела да се обрачуна са отпадником Али-пашом Јањинским у Тесалији и стигне у јужну Грчку. Међутим, тамо су поражени. До 1825. године трајала је равнотежа снага.

## Историја
Порта се за помоћ обратила свом вазалу, египатском паши Мехмед Алији, који је власт успоставио још почетком века, након повлачења Француза из Египта. Флота његовог сина, Ибрахим-паше, пренела је војску на Пелопонез, где је Ибрахим до 1827. године успео да скоро угуши устанак. Поновила се ситуација као у српском устанку 1813. године. Грчку је, међутим, спасла интервенција великих европских сила.
За грчки устанак били су најпре заинтересовани балкански владари. Милош Обреновић је откупљивао грчко робље од Турака, а црногорски владика Петар I Петровић Његош (1784-1830) је непријатељским држањем везивао турске снаге за Албанију. За духовну баштину античке Грчке и Рима биле су заинтересоване и велике силе. Велики поета, лорд Бајрон, лично је узео учешћа у устанку. Погинуо је 1824. године у одбрани Мисолунгија. Заштита политичких права султана није могла бити трајна политика руског цара због тежње ка мореузима и топлим морима. Он је 1821. године ултимативно тражио од султана да прекине са покољем хришћанског становништва. Тражи интервенцију великих сила. Преговори су вођени неколико година. Руска влада предала је султану 1826. године нов ултиматум; да у Влашкој и Молдавији врати стање од пре 1821. године и обезбеди поштовање 8. тачке Букурешког мира (услед чега је са Милошем султан склопио Акермански уговор). За Грчку је тражена широка аутономија. Русима се придружују и Британци. Махмуд мора да попушта. Неприлике у самој земљи (борба са јаничарима) приморале су га на то. Турска војска није била довољно јака због распуштања јаничарског реда. Међутим, султан није хтео да преговара о грчком, већ само о српском питању. Велике силе склапају Лондонски уговор о заједничком притиску на Порту. Када је султан одбио да изврши наредбе заједничка англо-руско-француска флота напала је египатску. У бици код Наварина 1827. године муслиманска флота је уништена. Турци и даље не прихватају предају. У Грчкој је за председника 1827. године изабран руски штићеник, генерал Каподистрија. Французи су истерали Ибрахим-пашу са Пелопонеза, а Руси објављују султану рат. Руси продиру до Једрена. Султан сада тражи мир. Он је потписан у Једрену септембра 1829. године. Влашка и Молдавија сачувале су аутономију, Русија се проширила на мање области, Милошу Обреновићу је издат хатишериф о аутономији.

## Крај
Грчко питање решавано је на Лондонској конференцији. Одлучено је да се образује независна Грчка краљевина која би се на северу протезала до залива Арте. За краља је 1832. године изабран Отон Баварски. Султановим хатишерифом из 1830. године Србији је коначно призната аутономија. Другим хатишерифом, из 1833. године, припојено јој је шест нахија. Тиме је завршена значајна фаза источног питања из које су изашле две државе — независна Грчка и полунезависна Србија. Српска револуција је у социјалном погледу радикалнија и демократскија (решено аграрно питање, укинут феудализам, створена земља ситног сељачког поседа), док је грчка револуција друштвено конзервативнија, али политички либералнија. У националном погледу, обе револуције остале су незавршене.